# Adèle Huguenin
Pour les articles homonymes, voir Huguenin.
Adèle Huguenin, née le 6 août 1856 au Locle et morte le 25 avril 1933 aux Brenets, est une écrivaine suisse.

## Biographie
Institutrice au Locle, Adèle Huguenin commence à écrire en 1879 des nouvelles sous le pseudonyme de T. Combe. À partir de 1890, elle s'engage dans la défense de la classe ouvrière, des femmes et dans la lutte contre l'alcoolisme qui aboutira à l'interdiction de l'absinthe en 1908.

## Publications
- Croquis montagnards. Trois Nouvelles, Lausanne, Georges Bridel, 1882
- Pauvre Marcel, Lausanne, Georges Bridel, 1882
- La Fortune de Luc, nouvelle jurassienne, Lausanne, H. Mignot, 1885
- Bons Voisins, Lausanne, Henri Mignot, 1886
- Jeune Angleterre, deux nouvelles, Lausanne, Henri Mignot, 1887
- Monique, Lausanne, Henri Mignot, 1887
- Le Mari de Jonquille, Lausanne, Henri Mignot, 1888
- Neiges d'antan, Lausanne, Henri Mignot, 1889
- Chez nous, Lausanne, Henri Mignot, 1890
- L'Étincelle, Paris, Fischbacher, 1893
- Socialisme pratique : Whiteway, un coin de terre heureux, Paris, édition de "l'Ère nouvelle", 1904
- Enfant de commune, Paris, Perrin, 1911
- La Maltournée, Paris, Perrin, 1912
- Olive Schreiner, La Femme et le travail, édition française par T. Combe, préface de Émilie Gourd, Paris, Fischbacher, 1913
- Pierre, la vue, la vie.[2] Grenoble, Les Éditions Blanche de Peuterey, 2022. L'ouvrage regroupe trois livres de T. Combe : Les yeux clos, Dans l'ombre, Heureux malgré tout.
- Les enquêtes de François Lecamp, détective aveugle.[3]Grenoble, Les Éditions Blanche de Peuterey, 2021.

Les ouvrages d'Adèle Huguenin sont en ligne sur le site de la [Bibliothèque numérique romande (page consultée le 17 janvier 2021)]